# Йоханссон, Анн-Софи
Анн-Софи Йоханссон (швед. Ann-Sofie Johansson, род. 1963, Роннебю, Швеция) — шведский модельер, известная как креативный советник и бывший руководитель отдела дизайна розничной сети H&M.

## Ранние годы и образование
Йоханссон родилась и выросла в Роннебю, в часе езды от Стокгольма, Швеция. В молодости она часто ходила по магазинам H&M, называя это «раем моды».
Подумав сначала о том, чтобы стать ветеринаром, Йоханссон вместо этого продолжала изучать науку об искусстве и археологию в Гётеборгском и Лундском университетах — именно тогда она поняла, что хочет сделать карьеру, связанную с художественным творчеством. Проходила вечерние курсы дизайна в школе Андерса Бекмана в Стокгольме.

## Карьера в H&M
В 1987 году, решив, что она хочет стать модельером, Йоханссон устроилась на работу помощником по продажам в H&M. Три года спустя она показала своё портфолио главе компании по дизайну Маргарете ван ден Бош и получила новую должность помощника дизайнера в H&M. С 1994 по 2005 год Йоханссон работала дизайнером в молодёжном отделе H&M, а затем перешла в женский отдел. В 2008 году Йоханссон была назначена главой отдела дизайна, работая со 140 дизайнерами, а в 2013 году она начала курировать специальные коллекции H&M, показанные в Париже.
Йоханссон стала креативным консультантом в 2015 году, а впоследствии работала пресс-секретарём и представителем H&M. Её работа связана с путешествиями, исследованиями моды, сотрудничеством с дизайнерами и наблюдением за коллекциями H&M для создания бренда.